# 欽定藏內善後章程
《欽定藏內善後章程》，又稱《欽定藏內善後章程二十九條》或《新訂西藏章程二十九條》，據說是清朝政府于1793年（乾隆五十八年）正式颁布的整顿西藏各项事务的章程。此章程是清朝對藏政策的重要依據。馮明珠認為它是隨著清朝處理涉藏事務而逐漸形成的章程，並不是特定的單一文獻。
1846年，驻藏大臣琦善就當時的種種弊端擬定《裁禁商上积弊章程》，削弱驻藏大臣的权力。

## 背景
1791年（乾隆五十六年），廓爾喀（今尼泊爾）因與西藏鹽稅銀錢纠纷與白教活佛夏瑪巴唆使，軍隊入侵西藏，意图抢掠遍布西藏各地的寺庙中的财富。當時，西藏政府請求清政府派兵支援。
1792年（乾隆五十七年），乾隆帝命清朝大将軍福康安同参赞大臣海兰察率领清兵支援当地藏兵，将廓爾喀軍隊驅返喜马拉雅山南麓，甚至还反攻至廓尔喀首都－陽布外二十公里的熱鎖橋，迫使廓尔喀向清朝五年朝贡一次。驅逐廓爾喀軍隊之後，清朝官兵以完善西藏行政為由，訂立了治理西藏的多項章程，要求以“金瓶掣簽”認定達賴喇嘛、班禪喇嘛與各大呼圖克圖的轉世靈童。
據說1793年，上述章程的部分條款彙編成《欽定藏內善後章程二十九條》，並翻譯成藏文。章程對西藏的宗教事務、外事、軍事、行政和司法做出了詳細的規定。章程的第一條規定，認定活佛转世實行金瓶掣籤制度。然而在清朝的官方文獻中，並沒有收錄這份章程。中國社科院的研究員於1983年曾尋找《水牛年文書》的藏文原件，但無結果。

## 版本
欽定二十九條，目前所見只有藏文本一種版本，而藏文本可以見到的，至少有三種大同小異的抄本。漢文本不以二十九條的形式，而是分散在福康安、孫士毅、惠齡、和琳等人的奏摺和乾隆皇帝的硃批諭旨中。
牙含章《达赖喇嘛传》汉文本62页收錄版本，从據稱原西藏政府档案册《水牛年奏折》中引出的《钦定藏内善后章程》29条内容。

## 後續發展
1846年，驻藏大臣琦善就當時的種種弊端擬定《裁禁商上积弊章程》，奏准施行，其中放弃对商上财政的审核权、奏罢训练藏军成例，削弱了此后驻藏大臣的权力，《清史稿》等说清朝頒布該法後，使清政府丧失了对西藏的财权和兵权。

## 延伸阅读
[在维基数据编辑]
 在维基文库阅读本作品原文